# Nežádoucí účinek
Nežádoucí účinek je odezva na léčivý přípravek, která je pro organismus nepříznivá a nezamýšlená. V případě chirurgických zákroků, ošetření zubů, endoskopických vyšetření nebo jiných vyšetřovacích nebo léčebných postupů a podobně se spíše používá pojem komplikace.
Naproti tomu vedlejší účinek je jakýkoli účinek, který není primárním zamýšleným terapeutickým účinkem. Nemusí být ani nepříznivý, ani nezamýšlený.
Nežádoucí účinek může být již známý neboli předvídatelný, nebo naopak neočekávaný, dosud nepopsaný.
Je-li nepříznivá odezva důsledkem podání chybného léku (např. při záměně pacientů v nemocnici), podání jiné dávky, v nevhodnou dobu, nebo je-li například podán lék pacientovi s prokázanou alergií na některou složku léčivého přípravku, nejde o nežádoucí účinek, ale o lékovou (medikační) chybu, označovanou též jako nežádoucí událost.

## Definice v české legislativě
V ČR definuje nežádoucí účinky léčiv zákon o léčivech: „Nežádoucím účinkem humánního léčivého přípravku se pro účely tohoto zákona rozumí odezva na léčivý přípravek, která je nepříznivá a nezamýšlená. Nežádoucím účinkem veterinárního léčivého přípravku se pro účely tohoto zákona rozumí nepříznivá a nezamýšlená odezva, která se dostaví po jeho použití za podmínek jeho registrace nebo mimo podmínky jeho registrace, a to obvykle po dávce běžně užívané k profylaxi, léčení nebo stanovení diagnózy onemocnění nebo k obnově, úpravě nebo jinému ovlivnění fyziologických funkcí; v případě klinického hodnocení veterinárního léčivého přípravku jde o nepříznivou a nezamýšlenou odezvu po podání jakékoli dávky. Toto vymezení se nevztahuje na humánní transfuzní přípravky. Nežádoucí účinky léčivých přípravků se rozlišují zejména na
a) závažné nežádoucí účinky, které mají za následek smrt, ohrozí život, vyžadují hospitalizaci nebo prodloužení probíhající hospitalizace, mají za následek trvalé či významné poškození zdraví nebo omezení schopností nebo se projeví jako vrozená anomálie či vrozená vada u potomků,
b) neočekávané nežádoucí účinky, jejichž povaha, závažnost nebo důsledek jsou v rozporu s informacemi uvedenými v souhrnu údajů o přípravku u registrovaného léčivého přípravku nebo jsou v rozporu s dostupnými informacemi, například se souborem informací pro zkoušejícího u hodnoceného léčivého přípravku, který není registrován,
c) nežádoucí účinky, které se v souvislosti s použitím veterinárního léčivého přípravku vyskytly u člověka“

## Klasifikace
Nežádoucí účinky léčivých přípravků lze klasifikovat několika způsoby:
- základní dělení:
  - nežádoucí účinek typu A vzniká jako následek normálního farmakologického účinku léčivého přípravku. Je předvídatelný a obvykle závislý na dávce.[4]
  - nežádoucí účinek typu B neboli idiosynkratický nežádoucí účinek (někdy též léková hypersenzitivní reakce nebo léková intolerance) je neobvyklý účinek, který nelze odvodit ze známého farmakologického účinku přípravku. Je nepředvídatelný a jen vzácně závislý na dávce.[5]
- podle četnosti:[6]
  - velmi častý (postihuje více než 1 z 10 pacientů)
  - častý (více než 1 ze 100, ale méně než 1 z 10)
  - méně častý (více než 1 z 1000, ale méně než 1 ze 100)
  - vzácný (více než 1 z 10 000, ale méně než 1 z 1000)
  - velmi vzácný (méně než 1 z 10 000) včetně jednotlivých hlášených případů
- podle očekávanosti:
  - očekávané - jsou obvykle známy z klinických studií před povolením léku, včetně jejich četnosti, a jsou uváděny v dokumentaci léku a v příbalové informaci; na základě hlášení podezření na nežádoucí účinky mohou být doplněny další, obvykle vzácnější nežádoucí účinky
  - neočekávané
- podle závažnosti:

## Hlášení nežádoucích účinků
Nežádoucí účinky jsou zodpovědnými orgány sledovány a vyhodnocovány jak v průběhu povolování léčivého přípravku, tak i po jeho schválení. V Česku bezpečnost léčiv hlídá Státní ústav pro kontrolu léčiv (SÚKL). Každý občan může oznámit podezření na neobvyklé, zejména závažné, nežádoucí účinky prostřednictvím standardního formuláře, i když nemá jistotu, že jde o důsledek podání léku. SÚKL pravidelně vydává zpravodaj Nežádoucí účinky léčiv, v němž informuje o hlášených podezřeních na nežádoucí účinky a o jejich vyhodnocování.
Lékaři mají ze zákona povinnost hlásit pouze nežádoucí účinky, které jsou závažné nebo neočekávané. Nežádoucí účinky, které jsou očekávané a nezávažné jsou obvykle známé včetně četnosti výskytu již z klinických studií před registrací přípravku a nemohou změnit poměr přínosů a rizik přípravku. Cílem systému hlášení je zejména identifikace nových nežádoucích účinků nebo identifikace nové charakteristiky již známého nežádoucího účinku.
Pro potřeby statistické analýzy nežádoucích událostí ve zdravotnických zařízeních (lékových chyb) a sdílení metodik pro jejich prevenci slouží Systém hlášení nežádoucích událostí. Na rozdíl od hlášení nežádoucích účinků je tento systém určen pouze pro profesionální pracovníky ve zdravotnictví.